# Nicole Hein
Nicole Hein (ur. 14 lutego 1996 w Limie) – peruwiańska gimnastyczka i lekkoatletka (tyczkarka).
Początkowo uprawiała gimnastykę sportową (uczestniczyła między innymi w mistrzostwach świata w 2014, indywidualnie notując lokaty w drugiej „setce” oraz zajmując 34. miejsce z peruwiańską drużyną).
Od 2016 startuje w zawodach tyczkarskich. Medalistka mistrzostw Ameryki Południowej w kategorii seniorów (zarówno w hali, jak i na stadionie) oraz młodzieżowców.
Wielokrotna mistrzyni i rekordzistka kraju w skoku o tyczce.

## Rekordy życiowe
- Skok o tyczce (stadion) – 4,25 (2020) rekord Peru[1][2][4]
- Skok o tyczce (hala) – 4,00 (2020) rekord Peru[1][2]